# Molgula taprobane
Molgula taprobane är en sjöpungsart som beskrevs av William Abbott Herdman 1906. Molgula taprobane ingår i släktet Molgula och familjen kulsjöpungar. Inga underarter finns listade i Catalogue of Life.